# Ossètia del Sud
La República d'Ossètia del Sud - Estat d'Alània (osseta: Республикӕ Хуссар Ирыстон / Паддзахад Аллонстон, transcrit Respublikae Xussar Iriston - Paddzaxad Allonston; rus: Респу́блика Ю́жная Осе́тия / Государство Алания, transcrit Respúblika Iújnaia Ossétia - Gossudarstvo Alània i en georgià: სამხრეთ ოსეთი, transcrit Samkhret Oseti) és un estat de la Transcaucàsia parcialment reconegut en territori considerat com a part de Geòrgia per un sector de la comunitat internacional.
La seva separació de Geòrgia està reconeguda només per Abkhàzia, la República d'Artsakh, recentment desapareguda fruit de la invasió d'Azerbaidjan, i Transnístria. Geòrgia es nega a reconèixer Ossètia del Sud com una entitat diferent; el govern l'anomena per l'antic nom de Samatxlabo o, més recentment, la regió de Tskhinvali (per la capital de la república). Ossètia del Sud va ser part de la regió georgiana de Xida Kartli.
L'agost de 2008 va començar la Guerra a Ossètia del Sud després de forts enfrontaments entre les forces georgianes i els separatistes d'Ossètia del Sud.

## Estatus polític
Les Nacions Unides, la Unió Europea, l'Organització per a la Seguretat i la Cooperació a Europa (OSCE), el Consell de la Unió Europea i l'OTAN, així com la resta de països del món, consideren Ossètia del Sud part integral de Geòrgia. El 12 de novembre del 2006 el govern secessionista va organitzar un segon referèndum d'independència, després que el que es va celebrar el 1992 no fos considerat vàlid per la comunitat internacional. Segons les autoritats de Tskhinvali, la consulta va rebre el suport del 99% dels votants, amb una participació del 95%, i un equip de trenta-quatre observadors internacionals d'Alemanya, Àustria, Polònia, Suècia i altres països van supervisar el desenvolupament de les votacions en setanta-vuit col·legis electorals. Tot i així, no va ser reconegut ni per l'ONU ni per la Unió Europea, l'OTAN, l'OSCE i la Federació Russa, atesa la falta de participació de la població sud-osseta d'origen georgià i el no-reconeixement per part del govern de Tblisi. La Unió Europea, l'OSCE i l'OTAN van considerar inoportuna la celebració de la consulta.
Paral·lelament, el moviment d'oposició sud-osseta Ciutadans d'Ossètia del Sud per la Pau va organitzar les seves pròpies eleccions, en les quals tant els georgians de la regió com alguns ossetes van votar a favor de Dmitri Sanakoiev com a president alternatiu d'Ossètia del Sud. Aquests comicis van rebre el ple suport de la població de la zona d'origen georgià.
L'abril del 2007, Geòrgia, que controlava part dels districtes orientals i meridionals de la zona, va crear l'Entitat Administrativa Provisional d'Ossètia del Sud, dirigida per antics membres del govern separatista i encapçalada des del 10 de maig per Dmitri Sanakoiev. Aquesta administració provisional havia de negociar amb les autoritats centrals georgianes per buscar una sortida al conflicte i establir l'estatus definitiu d'Ossètia del Sud.
El 13 de juliol del 2007, Geòrgia va crear una comissió estatal, dirigida pel primer ministre Zurab Noghaideli, per desenvolupar l'autonomia d'Ossètia del Sud dins de Geòrgia. Segons el govern georgià, la negociació partia d'un "diàleg inclusiu" amb totes les forces i comunitats de la societat sud-osseta.
El 8 d'agost del 2008, el dia que començaven oficialment els Jocs Olímpics, van començar els combats entre les forces georgianes i les forces separatistes sud-ossetes, que van acabar amb la intervenció de Rússia. Davant la situació que s'havia creat, el Consell de la Federació Russa va convocar una sessió extraordinària per al 25 d'agost del 2008; en aquesta sessió es va demanar al Kremlin que reconegués Abkhàzia i Ossètia del Sud. El reconeixement va arribar l'endemà mateix, amb el suport dels líders de les regions secessionistes i enmig de les crítiques de la comunitat internacional.

## Història

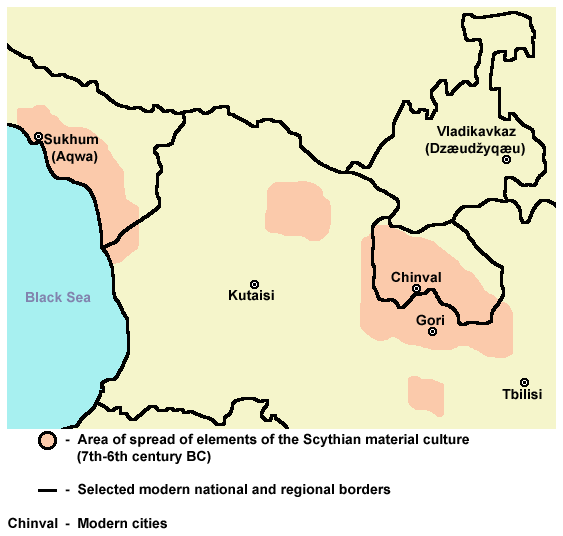

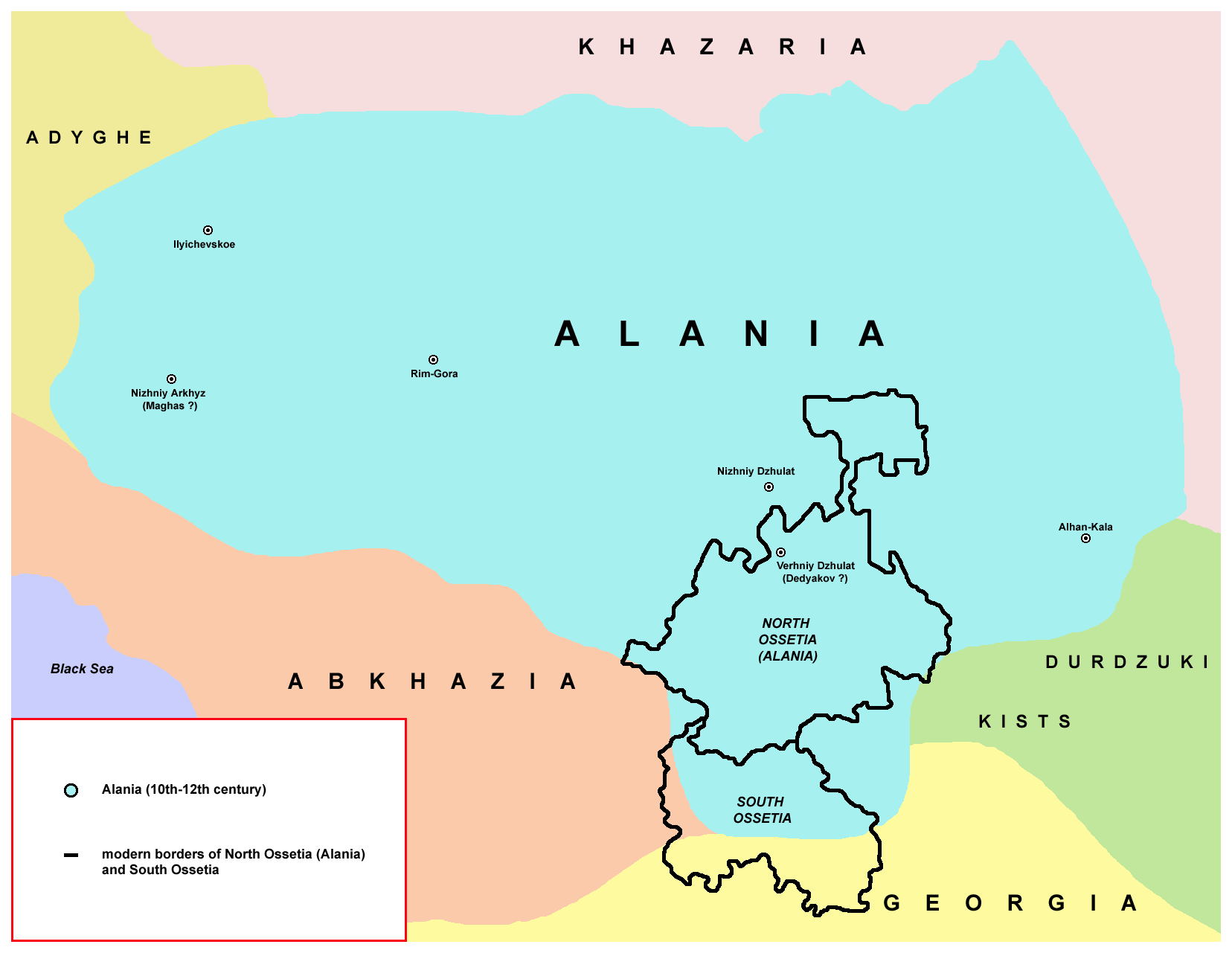
L'Alània medieval entre els segles i comparada amb les Ossèties actuals

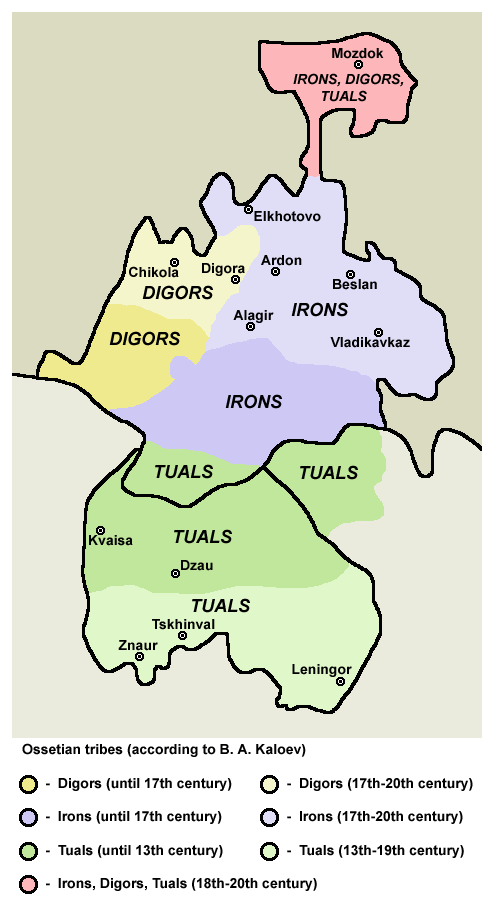

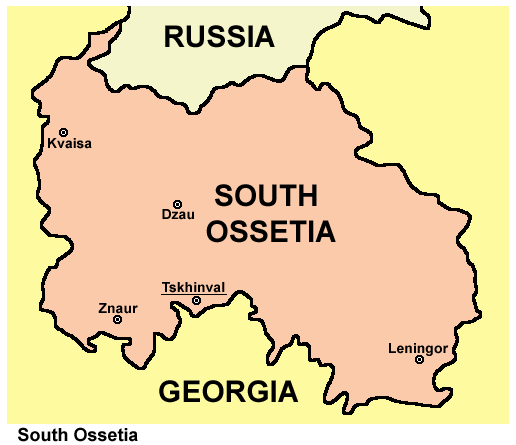

### Edat mitjana i edat moderna
Els ossetes són descendents dels alans, un poble sàrmata. Es van convertir al cristianisme durant l'edat mitjana, per influència de Geòrgia i de l'Imperi Romà d'Orient.

### El domini de Rússia i la Unió Soviètica
Ossètia del Sud va ser annexionada a Rússia el 1801, juntament amb Geòrgia, i va ser incorporada a l'imperi Rus. Després de la Revolució Russa, Ossètia del Sud va passar a formar part de la República Democràtica de Geòrgia, d'orientació menxevic, mentre que Ossètia del Nord va passar a formar part de la República Soviètica de Terek.

### El conflicte osseto-georgià

#### 1989-2008
A partir del 1989, van començar a aflorar tensions arran del creixement dels nacionalismes georgià i osseta. Fins aleshores, les dues comunitats de l'oblast autònom d'Ossètia del Sud, integrat dins la República Socialista Soviètica de Geòrgia, havien conviscut pacíficament, exceptuant el conflicte osseto-georgià del 1918-1920. Les dues comunitats tenien un alt nivell d'interacció i no eren rars els matrimonis intercomunitaris.

## Política
La República d'Ossètia del Sud és un conglomerat de pobles i ciutats tant de majoria georgiana com de majoria osseta. La capital, Tskhinvali, que és la ciutat més gran de la zona, està sota el domini del govern independentista, com passa amb la resta de poblacions de majoria osseta. Les localitats de majoria georgiana són administrades pel govern de Tblisi. La barreja entre les dues comunitats fa que el conflicte sigui particularment delicat, perquè qualsevol intent de crear un territori mononacional implicaria grans desplaçaments de població.
El conflicte polític continua obert, i per ara Ossètia del Sud actua com una república independent respecte a Geòrgia. Tot i que hi ha hagut converses bilaterals periòdicament, durant el govern d'Eduard Xevardnadze (1993-2003) els progressos van ser escassos. El seu successor, Mikheil Sakaixvili (escollit el 2004), va reafirmar la voluntat del govern de Geòrgia de convertir la seva autoritat sobre Ossètia del Sud en una prioritat política. Després d'aconseguir posar fi a la independència de facto de la província sud-occidental d'Adjària, el maig del 2004, es va comprometre a trobar una solució similar per a Ossètia del Sud. Després dels enfrontaments del juny del 2004, el govern georgià va intensificar els esforços per centrar l'atenció internacional en el problema. El 25 de gener del 2005, el president Saakaixvili va presentar la proposta georgiana per resoldre el conflicte d'Ossètia del Sud en una sessió de l'Assemblea Parlamentària del Consell d'Europa a Estrasburg. Més endavant, a l'octubre, el govern federal dels Estats Units i l'OSCE van mostrar el seu suport al pla d'acció presentat pel primer ministre Zurab Noghaideli en la sessió del Consell Permanent de l'OSCE celebrada a Viena el 27 d'octubre del 2005. El 6 de desembre, el Consell Ministerial de l'OSCE, reunit a Ljubljana, va adoptar una resolució de suport al pla de pau de Geòrgia, que va ser refusat per les autoritats d'Ossètia del Sud.

### La República d'Ossètia del Sud
L'11 de setembre del 2006, l'Oficina de Premsa i Informació d'Ossètia del Sud va anunciar que el 12 de novembre la república celebraria un referèndum d'independència (el primer referèndum, el 1992, no va ser reconegut per la comunitat internacional). Els ciutadans havien de decidir si Ossètia del Sud volia "conservar el seu actual estatus d'Estat independent de facto". Geòrgia va denunciar que aquesta actuació era un "absurd polític". El 13 de setembre del 2006 el secretari general del Consell d'Europa, Terry Davis, va declarar que era difícil que cap Estat acceptés els resultats d'aquest referèndum i va instar el govern d'Ossètia del Sud a obrir negociacions amb Geòrgia. Aquell mateix dia, l'enviat especial de la Unió Europea per a Transcaucàsia, Peter Semneby, va declarar durant una visita a Moscou que "els resultats del referèndum d'independència d'Ossètia del Sud no tindran cap valor per a la Unió Europea". Semneby va afegir que el referèndum no ajudaria a la resolució pacífica del conflicte obert a Ossètia del Sud.
El 12 de novembre del 2006, els ossetes del sud van decidir en referèndum, gairebé per unanimitat, separar-se de Geòrgia. Els resultats van ser aclaparadors, ja que entre un 98 i un 99% dels vots van optar per la independència, i hi va haver grans celebracions a tot el país, però els observadors externs es van mostrar escèptics davant aquest entusiasme. Arreu del món es van aixecar veus criticant el referèndum perquè podia enverinar les tensions regionals, i el govern de Tbilisi no va fer cap cas dels resultats.

### L'Entitat Administrativa Provisional d'Ossètia del Sud
L'octubre del 2006 es va crear el partit Ciutadans d'Ossètia del Sud per la Pau, integrat per ossetes obertament crítics amb les autoritats independentistes d'Eduard Kokoity que volien organitzar un moviment d'oposició.
La formació, encapçalada per l'antic responsable de Defensa i exprimerministre del govern independentista osseta Dmitri Sanakoiev, va organitzar unes eleccions alternatives el 12 de novembre del 2006, paral·lelament al referèndum d'independència promogut per les autoritats independentistes de Tskhinvali. La comissió electoral alternativa va informar que hi havia hagut una important concurrència a les urnes, i va estimar que havien participat en les eleccions uns 42.000 ciutadans de les comunitats osseta (districte de Java i de Tskhinvali) i georgiana (Eredvi, Tamarasheni, etc.); Sanakoiev va rebre un 96 per cent dels vots. Al cap de poc, es va organitzar un nou referèndum per preguntar si s'havien d'obrir negociacions amb Geòrgia per arribar a un acord de tipus federal, proposta que va rebre un 94% de vots afirmatius. Cal tenir en compte, però, que la Unió per la Salvació d'Ossètia del Sud havia refusat una petició de l'ONG Geòrgia Multinacional per supervisar les eleccions, i és probable que s'inflessin els resultats.
Segons el Grup per les Crisis Internacionals, «els passos que fa el govern georgià són no violents i pretenen desencallar la situació, però s'implementen d'una manera unilateral i tan assertiva que contribueixen a incrementar la tensió d'una manera perceptible i perillosa».
En un primer moment, l'Entitat de Sanakoiev es coneixia amb el nom de "govern alternatiu d'Ossètia del Sud", però durant l'any 2007 les autoritats de Geòrgia van decidir donar-li estatus oficial i el 13 d'abril es va anunciar la creació de l'"administració provisional d'Ossètia del Sud", que a partir del 10 de maig encapçalaria Dmitri Sanakoiev.
El gener del 2007, un equip d'investigació de la Unió Europea va visitar la zona. Per Eklund, cap de la Delegació de la Comissió Europea per Geòrgia, va dir que "no considerem legítimes cap de les dues alternatives" que es proposaven per a Ossètia del Sud.

## Geografia
Ossètia del Sud té una superfície d'uns 3.900 km² i està situada al vessant sud del Caucas, separada per les muntanyes de la més poblada Ossètia del Nord (part de Rússia). El sud de la república s'estén per la vora del riu Mtkvari. L'orografia és molt muntanyosa i la major part del territori està més amunt de 1.000 m sobre el nivell del mar. L'economia és eminentment agrícola —especialment cereals, vinya i fruita—, tot i que menys del 10% de la superfície és cultivable. També hi ha explotacions forestals i ramaderes i una certa indústria, centrada sobretot al voltant de la capital, Tskhinvali.

## Demografia
Abans del conflicte osseto-georgià, que va començar el 1989 i que va desembocar en la Guerra a Ossètia del Sud, vora dos terços de la població de la zona eren ossetes, i un 25-30% eren georgians. No se sap quina és la composició actual de la població; algunes estimacions calculen que el 2007 hi vivien uns 45.000 ossetes i uns 17.500 georgians. L'agost del 2008 més d'un 70% de la població tenia la ciutadania russa.
|           | cens del 1926  | cens del 1939  | cens del 1959  | cens del 1970  | cens del 1979  | cens del 1989  |
| --------- | -------------- | -------------- | -------------- | -------------- | -------------- | -------------- |
| Ossetes   | 60.351 (69,1%) | 72.266 (68,1%) | 63.698 (65,8%) | 66.073 (66,5%) | 65.077 (66,4%) | 65.200 (66,2%) |
| Georgians | 23.538 (26,9%) | 27.525 (25,9%) | 26.584 (27,5%) | 28.125 (28,3%) | 28.187 (28,8%) | 28.700 (29,0%) |
| Russos    | 157 (0,2%)     | 2.111 (2,0%)   | 2.380 (2,5%)   | 1.574 (1,6%)   | 2.046 (2,1%)   |                |
| Armenis   | 1.374 (1,6%)   | 1.537 (1,4%)   | 1.555 (1,6%)   | 1.254 (1,3%)   | 953 (1,0%)     |                |
| Jueus     | 1.739 (2,0%)   | 1.979 (1,9%)   | 1.723 (1,8%)   | 1.485 (1,5%)   | 654 (0,7%)     |                |
| Altres    | 216 (0,2%)     | 700 (0,7%)     | 867 (0,9%)     | 910 (0,9%)     | 1.071 (1,1%)   | 5.100 (4,8%)   |
| Total     | 87,375         | 106,118        | 96,807         | 99,421         | 97,988         | 99,000         |

## Economia
Després de la guerra amb Geòrgia als anys noranta, l'economia osseta va quedar molt tocada, amb un atur elevat i serioses dificultats en els proveïments. Geòrgia va tallar el subministrament elèctric a la regió, cosa que va obligar el govern a connectar-se a la xarxa d'Ossètia del Nord. La majoria de la població sobreviu gràcies a l'agricultura de subsistència. De fet, Ossètia del Sud pràcticament només té un únic recurs econòmic: el control del túnel de Roki, que uneix Rússia i Geòrgia, i que aporta fins a una tercera part del pressupost del govern a través dels impostos sobre el trànsit de mercaderies. El govern independentista admet que l'any 2006 més del 60 per cent del seu pressupost venia directament del govern rus.
L'any 2002, el PIB d'Ossètia del Sud es calculava en uns 15 milions de dòlars (uns 250 dòlars per capita).
L'any 2006, els serveis secrets dels Estats Units i la policia georgiana van desarticular una xarxa internacional amb base a Ossètia del Sud dedicada a la falsificació de bitllets de dòlar.